# Premio Arnold Schönberg
El Premio Internacional Arnold Schönberg es un premio musical de composición y fue establecido en 2001. Lleva el nombre del compositor austriaco Arnold Schönberg, gracias a la iniciativa de Kent Nagano, el director principal y exdirector musical de la Orquesta Sinfónica Alemana de Berlín, junto con la Radio Cultural Alemana. El premio es otorgado por el Centro Arnold Schönberg de Viena. Lleva sin entregarse desde 2008.

## Galardonados
- 2001 George Benjamin
- 2004 Jörg Widmann
- 2005 Unsuk Chin
- 2006 Aribert Reimann
- 2008 Helmut Oehring